# 大澤美奈子
大澤美奈子（おおさわ みなこ）は、日本の子育てクリエーター。「子育ての基本は＜愛＞」をモットーに、楽しみながら子どもの天才的な能力を引き出して、心身の健やかな育ちを応援する子育てを提唱している。HADOカウンセラー、心理カウンセラー、チャイルドマインダー、チャイルドケアオブザバー。

## 出演

### ラジオ番組
- 「MINA MAMAのハッピー子育てレッスン」ニッポン放送 月曜19：40〜20：00

### 講演
- 「朝日カルチャーセンター」（新宿）において「週末プチ瞑想 イメージトレーニング入門」、「子育てママの右脳レッスン〜輝くお母さんになるために〜」講座を担当。

| スタブアイコン | サブスタブ | この項目は、まだ閲覧者の調べものの参照としては役立たない、人物に関連した書きかけの項目です。この項目を加筆・訂正などしてくださる協力者を求めています（P:人物伝/PJ:人物伝）。 |